# Brauhaus

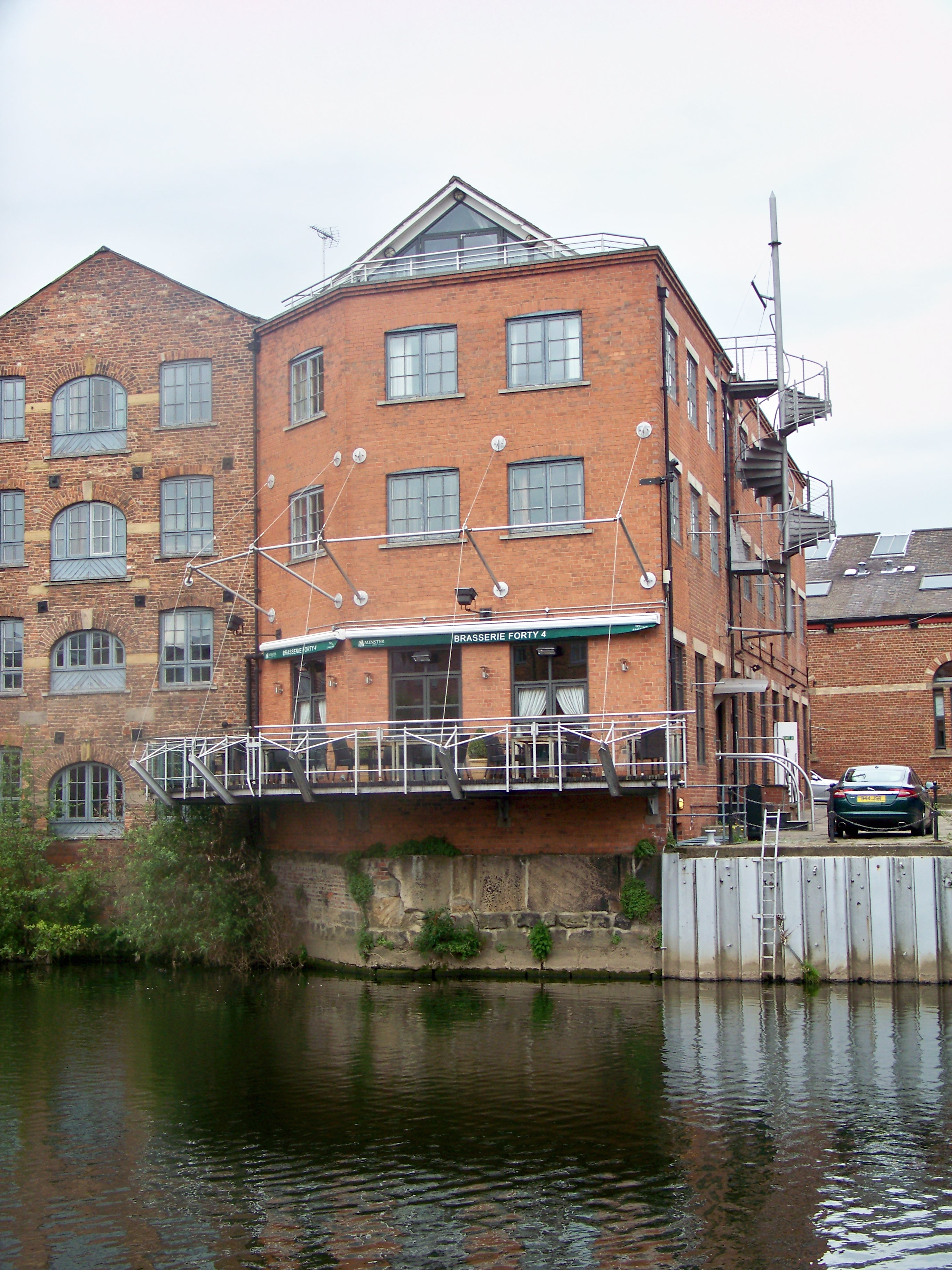
Brasserie Forty 4, Leeds.

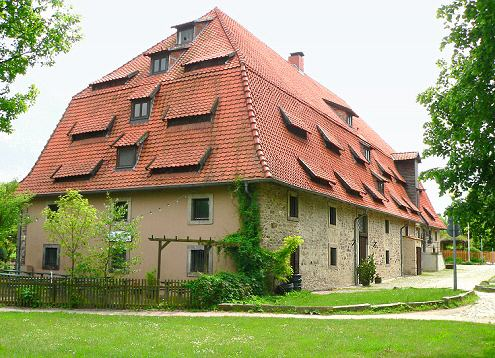
Altes Brauhaus zu Fallersleben

Ein Brauhaus, veraltet auch Bräuhaus, ist traditionell die Kombination einer Brauerei mit einer ihr angeschlossenen Gaststätte, in der vornehmlich das brauereieigene Bier serviert wird. Wegen ihres Ambientes lassen sich heutige Brauhäuser der Erlebnisgastronomie zuordnen. Neben dem Bier werden in ihnen Speisen angeboten.

## Abgrenzungen
Neben Brauhäusern mit Brauereien samt angeschlossener Gastronomie gibt es gastronomische Einrichtungen, die sich traditionell Brauhaus nennen, wiewohl deren Brauerei seit langem ausgelagert wurde oder gar nicht mehr existiert. Andere Gaststätten, die von vorneherein nicht Teil einer Brauerei waren, werden Brauhaus genannt, wenn sie von einer Brauerei zu ihrem Stammhaus und Aushängeschild erhoben wurden. Heutzutage nennen sich Gastronomiebetriebe ohne räumlichen Bezug zu einer Brauerei in vielen Städten Brauhaus. Lediglich die Dekoration ihrer Einrichtung zeichnet sich durch große kupferglänzende Braukessel oder andere Utensilien des traditionellen Brauhandwerks aus.
Historisch gab es vom Mittelalter bis Anfang des 20. Jahrhunderts vielerorts städtische und höfische Brauhäuser. In diesen konnten Bürger oder die Hofbediensteten unter Anleitung eines Brauers ihr eigenes Bier brauen lassen. Die Nutzung der Brauhäuser war durch Verordnungen und Maßgaben geregelt und zudem waren diese Brauhäuser meist mit einer Malzdarre ausgestattet.
Durch den Trend zum Craftbier kommen in den USA seit den 1980er Jahren kleine gewerbliche Brauereien auf. Bei der entsprechenden Ausrichtung als Gaststättenbrauerei werden sie als Brewpubs vom Brauereiverband eingeteilt. Andererseits wird die Bezeichnung Regional Craft Breweries gewählt. Dieser Trend beginnt sich in Deutschland mit Mikrobrauereien für besondere Sortenangebote ebenfalls herauszubilden.
Eine besondere Form ist die Restaurantbrauerei oder auch Gaststättenbrauerei. Es sind meist größere Gasthäuser mit entsprechender Ausstattung, die mit einem eigenen – regional oder zeitlich begrenztem Sortiment – Bier die Attraktivität des Standorts und der Lage oder in Touristengebieten den Umsatz fördern möchten. Eine Gasthausbrauerei betreibt eine aktive Brauerei, wohingegen beim Brauhaus ein rein historischer Bezug zu einer ehemaligen Brauerei genügt. Ein Brauhaus kann, aber muss nicht eine Gasthausbrauerei sein.

## Bräustüberl

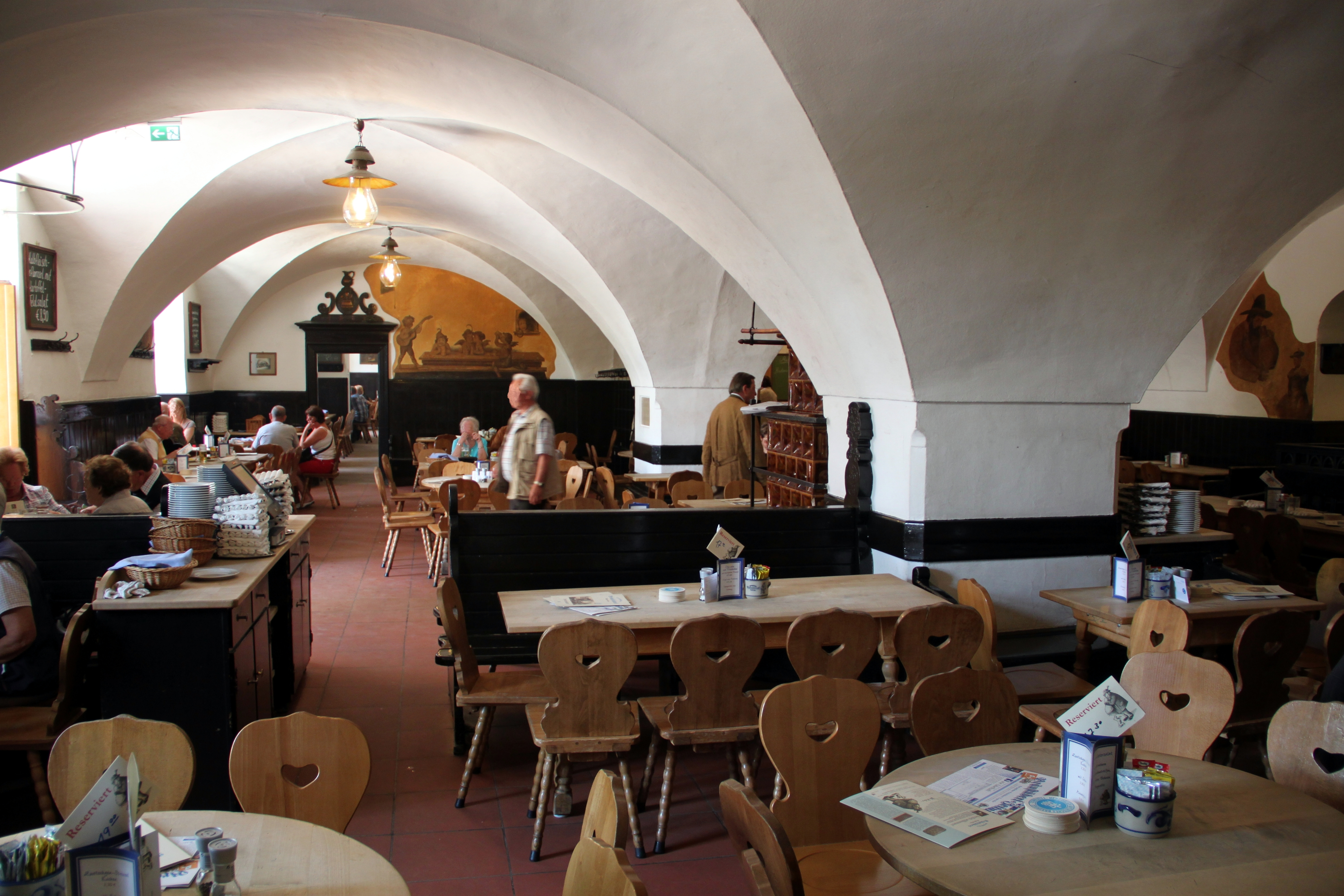
Herzogliches Bräustüberl Tegernsee

Der Begriff Bräustüberl (auch Bräustübl oder Bräustüble) bezeichnet in Bayern, Baden-Württemberg und Teilen Österreichs eine an die Brauerei angeschlossene Schankwirtschaft, in welcher das selbstgebraute Bier ausgeschenkt wird. Es befindet sich sehr häufig im Eigentum der betreffenden Brauerei. Die Kombination aus Brauerei und Schankwirtschaft wird in anderen Teilen Deutschlands als Brauhaus bezeichnet.
Im Vordergrund der gastronomischen Tätigkeit steht der Ausschank von selbstgebrautem Bier. Es wird meist eine traditionelle bayerische Küche geboten und die Einrichtung ist rustikal. Die Bezeichnung „Bräustüberl“ führen oft auch ehemalige Brauereigaststätten weiter, deren angegliederte Brauerei nicht mehr existiert.

## Regionale Besonderheiten

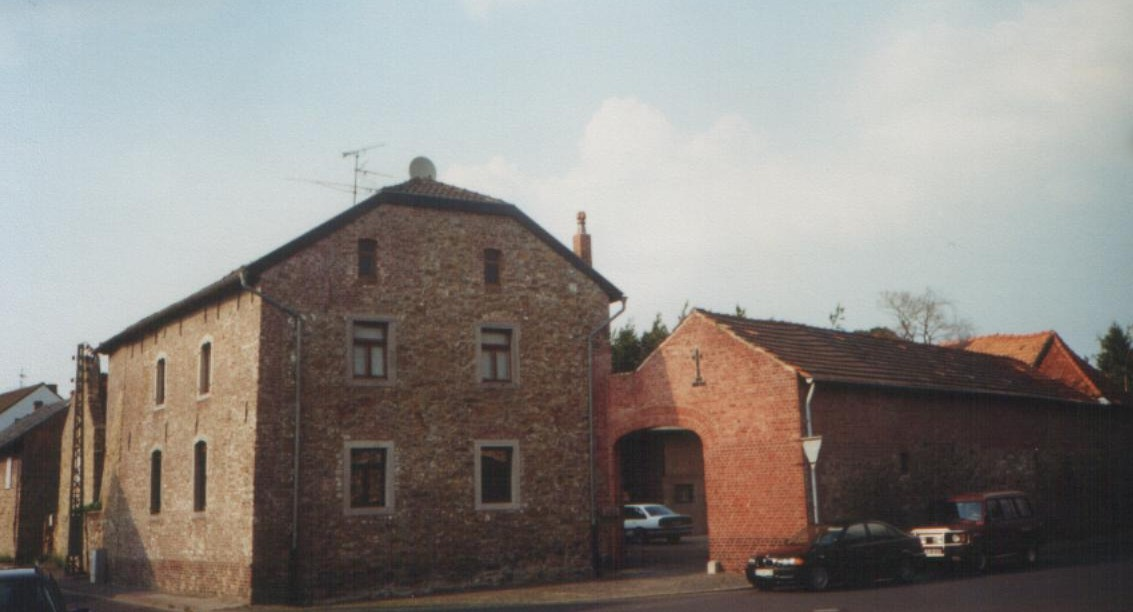
Kinzweiler Pannes

„Pannhaus“ oder Ripuarisch „Pannes“ ist die in Teilen des Rheinlands übliche Bezeichnung für ein Brauhaus. Hier war das Bierbrauen nur gegen Abgaben an den Grundherrn im Pannhaus gestattet. Der Name stammt von der Würzepfanne, die auch Bierpfanne, Bierkessel, Sudkessel heißt. Pannhäuser wurden gleichfalls als Gerichtsstätte genutzt, wie es für Erbgerichte und Tafernwirtschaften galt. Das Kinzweiler Pannhaus wurde im Jahr 1435 errichtet. Weitere Pannhäuser im Aachener Raum stehen in Dorff und in Eilendorf.
Eine im traditionellen Kölner Brauhaus, dem Bräues, noch häufig vorzufindende Einrichtung ist das Thekenschaaf, eine schalterähnliche Konstruktion, in der die Wirte den gastronomischen Betrieb überwachen. Dementsprechend arbeitet in Brauhäusern von Köln, Düsseldorf oder Krefeld statt eines Kellners meist der Köbes. Dieser Beruf ist auf den mittelalterlichen Brauknecht zurückzuführen, der auch im Bierausschank tätig war.